# تريسباديرني
تريسباديرني هي بلدية تقع في مقاطعة برغش، منطقة قشتالة وليون، بإسبانيا. ووفقا لإحصاء 2004  (المعهد الوطني للإحصائيات (إسبانيا))، يبلغ عدد سكانها 1,049 نسمة.

## أعلام
- باولينو مارتينيز

## وصلات خارجية
- Trespaderne قاعة المدينة
- منظر جوي من Trespaderne